# Шаар, Эржебет
Эржебет Шаар (венг. Schaár Erzsébet; 29 июля 1905, Будафок — 29 августа 1975, Будапешт) — венгерский скульптор, лауреат премии Михая Мункачи (1962), Заслуженный скульптор Венгерской Народной Республики (1972).

## Биография
Обучалась у мастера Жигмонда Кишфалуди-Штробля. Лауреат премии «Синей» (1932) как лучший молодой художник, в том году организовала свою первую профессиональную выставку и привлекла внимание специалистов. В 1935 году вышла замуж за скульптора Тибора Вильта. Автор ряда скульптур, изображавших женские фигуры, любовные пары и погибших солдат. Для создания скульптур в натуральную величину использовала лёгкий полистирол, который легко можно было резать. В 1970 году провела выставку в будапештском зале «Мючарнок», через два года состоялась выставка в Антверпене и Женеве. В 1977 году, уже после кончины Шаар, выставка прошла в Дуйсбурге в музее Вильгельма Лембрука. Известные скульптуры авторства Шаар находятся в Будапеште, Кечкемете, Мишкольце, Пече, Тихани и других городах. Значительная часть произведений — экспонаты музея имени короля Иштвана Святого.